# Неркаю
Неркаю (устар. Нёрка-Ю) — река в Берёзовском районе Ханты-Мансийского автономного округа. Устье реки находится на 128-м км по правому берегу реки Хулга. Длина реки составляет 50 км.

## Притоки
- В 1 км от устья, по правому берегу — Максимка.
- В 10 км от устья, по левому берегу — Выхолью.
- В 24 км от устья, по левому берегу — Осею.
- В 24 км от устья, по правому берегу — Южный Воргашор.
- В 33 км от устья, по левому берегу — Керегшор.

## Данные водного реестра
По данным государственного водного реестра России относится к Нижнеобскому бассейновому округу, водохозяйственный участок реки — Северная Сосьва, речной подбассейн реки — Северная Сосьва. Речной бассейн реки — (Нижняя) Обь от впадения Иртыша.